# Modesto Cortázar
Modesto Cortázar Leal de Ibarra (Briviesca, 15 juni 1783 – Madrid, 25 januari 1862) was een Spaans politicus en eerste minister. 

## Levensloop
Na zijn studies in de rechtswetenschappen werd hij actief als advocaat en rechter. Later werd hij de voorzitter van het gerechtshof van Valladolid.
Op 24 juli 1839 werd Cortázar afgevaardigde van het parlement en bleef tot op 1 februari 1841. Op 29 augustus 1840 werd hij de eerste minister van een overgangsregering en combineerde dit met het ministerschap van Genadeverzoeken en Justitie. Na twee weken al maakte hij plaats voor Vicente Sancho.
In de periode dat de gematigde liberalen aan de macht waren (1843-1853) werd hij op 15 september 1844 opnieuw verkozen tot afgevaardigde en bleef dit tot op 20 oktober 1851. In januari 1847 was hij tijdelijk parlementsvoorzitter en van 12 september 1847 tot 4 oktober 1847 was hij minister van Buitenlandse Zaken.
Als erkenning van zijn politieke verdiensten werd hij op 20 oktober 1851 benoemd tot senator voor het leven.